# سیومبه
سیومبه (به لاتین: Tsiombe) یک منطقهٔ مسکونی در ماداگاسکار است که در تسیهومبه (منطقه) واقع شده‌است.
 سیومبه   ۱۵۰ متر بالاتر از سطح دریا واقع شده‌است.